# 白井鐵造

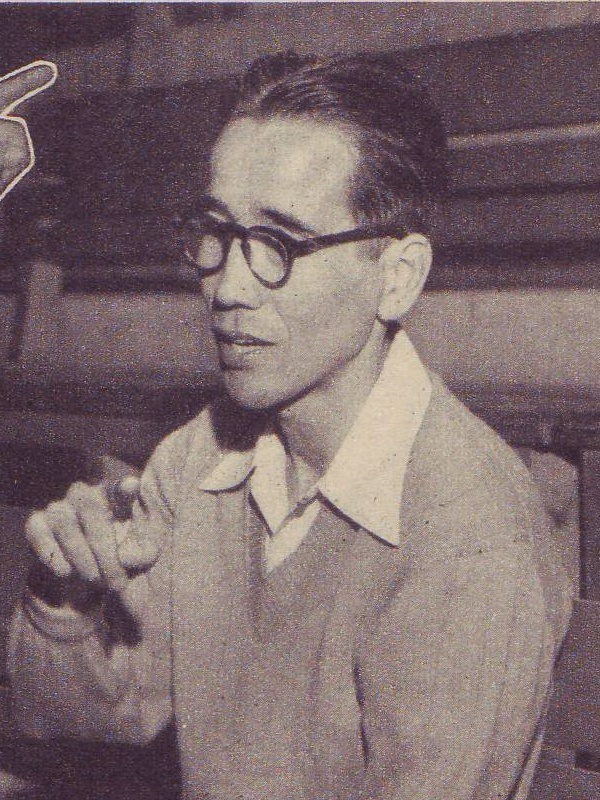
白井鐵造（1955年）

白井 鐵造（しらい てつぞう、1900年4月6日 - 1983年12月22日）は、宝塚歌劇団の演出家。宝塚歌劇団元理事長。
レヴューの王様と謳われ、宝塚レビューを形成した第一人者である。

## 来歴
静岡県周智郡犬居村犬居（現：浜松市天竜区春野町）生まれ。本名は白井虎太郎（しらい とらたろう）。
犬居尋常小学校を卒業後、浜松日本形染株式会社に入社したが、1917年に退社し、ダンサーを目指し上京。1919年、小林一三が国民劇創設のため作った「男子養成会」の創設メンバー・男子専科生第二期生として宝塚入り（この頃に鐵造と改名）したものの半年ほどで解散の事態に遭う。後に宝塚の先輩演出家にあたる岸田辰彌と出会い、1921年、演出家として宝塚歌劇団に入団。翌年、月組公演『金の羽』にてデビューを果たす。
1926年、宝塚のスターであった沖津浪子と結婚。1927年、日本初のレビュー『モン・パリ』の振付を担当。
1928年、宝塚歌劇団創始者小林の命によりレビューの本場パリへ渡欧。本場のレビューに圧倒された白井は約2年間の修業を積み、1930年、帰国後第1作に『パリゼット』を発表。全20場・上演時間1時間半の大作であり、ダチョウの羽を使った羽根扇、タップダンス、それまでは白塗りだった舞台メイクがドーランになり、足を高く挙げる振付のラインダンスなどが日本初登場した。また、この作品の主題歌で白井が作詞を担当した「すみれの花咲く頃」「おお宝塚」などの現在まで歌い継がれている愛唱歌も誕生した。
その後再度渡欧し、『ローズ・パリ』『サルタンバンク』『ブーケ・ダムール』『ラ・ロマンス』『花詩集』などの大ヒット作品を次々に発表。また、宝塚初の一本立て作品『虞美人』や、『源氏物語』などの著名な作品も残している。1941年には秦豊吉と東宝国民劇を創始した。
長年の歌劇への功績を讃え、1964年には紫綬褒章を、1970年には勲四等旭日小綬章を受章。1982年には浜松市名誉市民に選出された。2014年には『宝塚歌劇の殿堂』最初の100人のひとりとして殿堂表彰されている。
1983年12月22日、宝塚歌劇団の創立70周年を見ることなく貧血症により死去。83歳没。1979年に発表した『ラ・ベルたからづか』に至るまで約60年間、およそ200の作品をつくり続けた。
浜松市に白井鐵造記念館がある。なお墓所は、父親の出身地でもあった愛知県豊橋市大岩寺に在る。
直弟子に横澤英雄がいる。

## 主な作品
- モン・パリ（振付）
- パリゼット
- ローズ・パリ
- サルタンバンク
- ブーケ・ダムール
- ラ・ロマンス
- 花詩集
- 源氏物語
- 虞美人
- 三つのワルツ
- シェルブールの雨傘（歌劇団以外での演出）
- 白蛇伝絵巻（歌舞伎座で歌右衛門が上演）

## 著書
- 白井鉄造『宝塚と私』中林出版、1967年5月。